# Savezno vijeće Švicarske
Savezno vijeće Švicarske (njemački: Bundesrat, francuski: Conseil fédéral, talijanski: Consiglio federale, retroromanski: Cussegl federal) je vrhovno izvršno tijelo savezne vlasti u Švicarskoj. Vijeće djeluje kao kolektivno predsjedništvo i savezna vlada Švicarske.
Vijeće ima 7 članova. Iako cijelo Vijeće upravlja Saveznom administracijom, svaki od članova je na čelu od jednog saveznog ministarstva. 
Predsjednik i potpredsjednik Saveznog vijeća biraju se među članovima Saveznog vijeća na mandat od godinu dana. Suslijedno potpredsjednik preuzima predsjedničku funkciju, i bira se novi potpredsjednik. Iako predsjednik Saveznog vijeća predstavlja Švicarsku u inozemstvu i općenito se smatra predsjednikom Švicarske, on je zapravo samo lat. primus inter pares (prvi među jednakima) u odnosu na ostale članove Saveznog vijeća. 
Nakon svakih saveznih izbora, članove Saveznog vijeća bira Savezna skupština u mandat u trajanju 4 godine, s mogućnošću više reizbora. Prema dogovornoj politici švicarskih stranaka, većina članova služi više mandata, u prosjeku od 8 do 12 godina.  

## Sastav vijeća
| Portret                   | Ime                       | Služba                                                                  | Stranka | Stranka          | Kanton      | Član od           |
| ------------------------- | ------------------------- | ----------------------------------------------------------------------- | ------- | ---------------- | ----------- | ----------------- |
| Guy Parmelin              | Guy Parmelin              | Potpredsjednik Vijeća Ministar gospodarstva, obrazovanja i istraživanja |         | Narodna stranka  | Vaud        | 1. siječnja 2016. |
| Ignazio Cassis            | Ignazio Cassis            | Ministar vanjskih poslova                                               |         | FDP-Liberali     | Ticino      | 1. studenog 2017. |
| Karin Keller-Sutter       | Karin Keller-Sutter       | Predsjednica Vijeća Ministrica financija                                |         | FDP-Liberali     | St. Gallen  | 1. siječnja 2019. |
| Albert Rösti              | Albert Rösti              | Ministar okoliša, prometa, energije i komunikacije                      |         | Narodna stranka  | Bern        | 1. siječnja 2023. |
| Élisabeth Baume-Schneider | Élisabeth Baume-Schneider | Ministrica unutarnjih poslova                                           |         | Socijaldemokrati | Jura        | 1. siječnja 2023. |
| Beat Jans                 | Beat Janst                | Ministar pravosuđa i policije                                           |         | Socijaldemokrati | Basel-Stadt | 1. siječnja 2024. |
| Viola Amherd              | Martin Pfister            | Ministar obrane, civilne zaštite i sporta                               |         | Centar           | Zug         | 1. travnja 2025.  |

## Povijest
Uspostavljanje i jačanje središnje savezne vlasti rezult je pobjede liberalnih unitarističkih kantona i savezne vojske u Švicarskom građanskom ratu 1847. godine nad konzervativnim autonomaškim kantonima. Naime do tada konfederativni švicarski kantoni uživali su veliku slobodu u samoupravljanju.
Savezno vijeće uspostavljeno je švicarskim ustavom 1848. godine koji ga definira najvišim upravnim i izvršnim autoritetom Konfederacije, u članku 83. Njime se na saveznoj razini uspostavlja princip kolegijalnosti, tj. kolektivnog upravljanja, karakterističan za švicarski javni život u većini mjesnih i kantonalnih vlada kroz švicarsku povijest. Vijeće postaje pravno tijelo čiji legitimitet počiva na slobodnim izborima.
U člancima 84. – 92. određuju se uvjeti izbora članova, ovlasti i ustroj Vijeća. Vijeće upravlja vanjskom i sigurnosnom politiku, kao i svim unutarnjim poslovima koji nisu u pod jurisdikcijom kantona. Bdije nad provedbom Ustava, zakona i uredbi Konfederacije, te priprema i predstavlja Skupštini projekte zakona i uredbi.  
Savezna skupština Švicarske izabrala je prvih sedam članova vijeća 16. studenog 1848. godine na mandat od tri godine. Svi su bili iz redova Liberala.
Izmjenama ustava iz 1874. godine jačaju se ovlasti Vijeća kojima se omogućuje u hitnim slučajevima zaobilaženje prava građana da glasaju o predloženom zakonu putem referenduma. Ta ovlast Vijeća ograničena je 1947. godine.
Nakon referenduma 1931. godine mandat vijećnika produžen je na četiri godine, a referendumom iz 1999. ukinuta je ustavna odredba da istovremeno ne može biti izabrano više vijećnika iz istog kantona.

### Sastav Vijeća kroz povijest
Zahvaljući njihovoj pobjedi u građanskom ratu, od 1848. sve do 1891. godine članovi Vijeća bili su jedinstveno Liberali, zvani i Radikali, čija sljednica je današnja Slobodna demokratska stranka (FDP). Od prvih sedam članova, petorica su bili protestanti, a dvojica su bila katolici. Liberal Emil Welti, nakon neuspjeha referenduma o nacionalizaciji željeznica, napušta vijeće 1891. godine. Tada liberali prihvaćaju suradnju s političkim suparnicima te je u Vijeće izabran Josef Zemp iz katoličko-konzervativnih redova (kasnije Kršćansko-demokratska narodna stranka–CVP, danas Centar).
Početkom 20. stoljeća u Švicarskoj se pojavljuju se nove stranke poput Socijaldemokratske stranke–SP na lijevici i Agrarne stranke–BGB (današnja Narodna stranka–SVP) na desnici. S pojavom novih stranaka s vremenom pokazuje se potreba za stvaranjem koalicije. Prvo će Demokršćani dobiti dodatnog člana u Vijeću 1919. godine, a zatim će 1929. godine u Vijeće ući i Agrarna stranka. Po prvi put 1943. na nekoliko godina u Vijeću je i jedan predstavnik Socijaldemokrata.
Nakon izbora 1959. godine dolazi do značajnih promjena te se uspostavlja, u švicarskom političkom životu takozvana čarobna formula koja označava dogovornu raspodjelu mandata u Saveznom vijeću. Takva raspodjela trajala je do 2003. godine. Formula se sastojala od:
- 2 mandata za Liberale FDP
- 2 mandata za Demokršćane CVP
- 2 mandata za Socijaldemokrate SP
- 1 mandat za Narodnjake SVP.[4]

Nakon izbora 2003. godine CVP predao je jedno mjesto SVP–u.

## Poveznice
- Dodatak:Popis predsjednika Saveznog vijeća Švicarske

## Vanjske poveznice
- Službene stranice Vijeća  Arhivirana inačica izvorne stranice od 6. studenoga 2011. (Wayback Machine) (peterojezično, 4 službena jezika Švicarske + engleski)